# Leptostrangalia marginipennis
Leptostrangalia marginipennis là một loài bọ cánh cứng trong họ Cerambycidae.